# De Brandweer
De Brandweer is een voormalige attractie in het Belgische attractiepark Plopsaland Belgium. De attractie opende op 3 april 2004 en werd gesloten op 12 februari 2023. De volgende dag is de afbraak gestart. De attractie bevond zich centraal op het Kermisplein en had het thema van Samson en Gert.
De bezoekers namen plaats op een van de zes staanplaatsen in de vorm van een korf van een ladderwagen. In de korf konden twee personen plaatsnemen, waarvan maximum één volwassene. Elke korf beschikte over twee spuiten. Het doel was om water te spuiten op de lampjes op de panelen in het midden van de attractie. Origineel kon men hiermee punten verkrijgen, die werden weergegeven op een display bovenaan de panelen in het midden van de attractie. De displays werden na enkele jaren verwijderd. Tijdens de rit gingen de korven omhoog en omlaag. Ook bestond de mogelijkheid voor kinderen tussen 85 centimeter en 1 meter om plaats te nemen in de brandweerwagen, maar dan achter het stuur. Het stuur deed natuurlijk echter niets, al was er wel een knop die zorgde voor een sirene aanwezig in het wagentje.
De operator van de attractie diende regelmatig te controleren als de druk van het water nog hoog genoeg was, dit kon door middel van een buisje in het midden van de attractie. Indien het buisje geen water meer bevatte had de operator de mogelijkheid om in zijn operatorcabine de kraan aan te zetten zodat er terug meer water in de ton kwam in het midden van de attractie.
De attractie stond gedurende 19 jaar centraal op het Kermisplein, op de plaats waar zich voordien de oude Carousel bevond.

## Afbraak
Begin 2023 werd bekend dat de Brandweer uit het park verwijderd zou worden. De reden van afbraak is de komst van Circus Bumba. Naast de nieuwe indoorhal komt een nieuw gebouw voor de technische dienst van het park, die de huidige werkplaats naast Het Bos van Plop zal vervangen. Om plaats te maken voor dit nieuwe gebouw werd de Carrousel, die voorheen te vinden was tussen de Balloon Race en de Wienerwalz, verplaatst naar de plaats van De Brandweer. Op de vroegste bouwtekeningen van Circus Bumba is te zien dat eigenlijk de Balloon Race was voorzien om verwijderd te worden om plaats te maken voor de Carrousel. Wegens omstandigheden werd uiteindelijk besloten om de Balloon Race te behouden en de Brandweer af te breken.
De attractie werd uiteindelijk verkocht aan een Nederlandse handelaar, die een nieuwe eigenaar zal zoeken.

## Trivia
- In Plopsa Indoor Hasselt, Plopsa Indoor Coevorden, Majaland Kownaty, Majaland Praha, Majaland Gdańsk en Majaland Warszawa opende Plopsa attracties van hetzelfde type. De versies in Hasselt en Coevorden hebben het thema van K3.[5][6] De versie in Kownaty heeft het thema van Bumba.[7] De versies in Praag en Warschau hebben het thema van de kinderserie Super Wings.[8] Het exemplaar in Gdańsk staat in thema van PAW Patrol.[9]

Afbeeldingen